# 기친야도

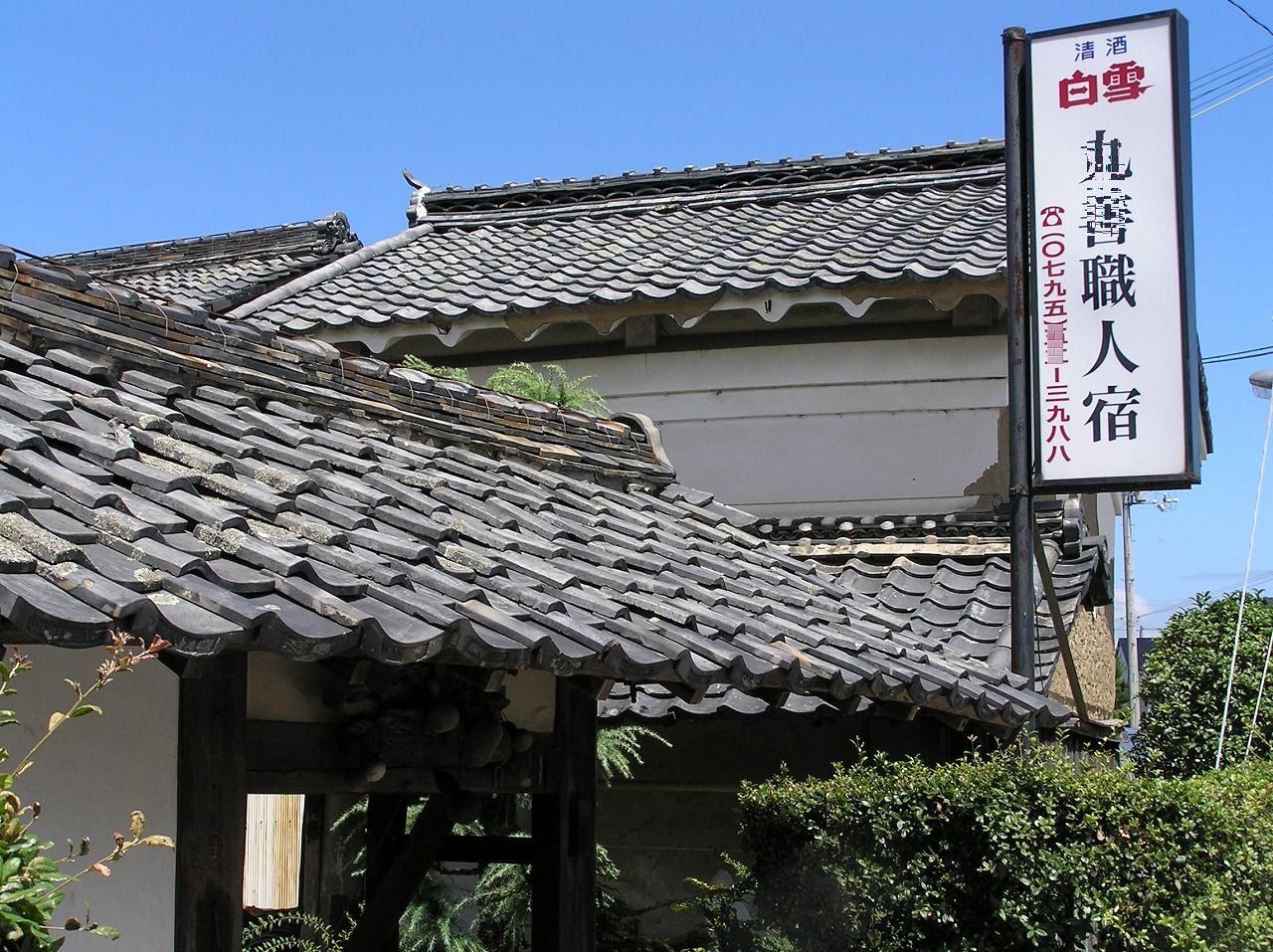
기친야도

기친야도(일본어: 木賃宿)는 가마쿠라 시대에 등장한 일반 여행객들을 위한 숙박 시설이었으나 음식은 제공하지 않았다.